# Palaeoraphe
Palaeoraphe es un género extinto de palmas descubierto por una flor fosilizada en ámbar dominicano, la Mina "La Toca" en la cordillera Septentrional en República Dominicana, por George Poinar, hijo. La etimología de este nombre viene de palaios antiguo, y raphia un género de palmas.

## Descripción
Flor perfecta, cáliz de tres sépalos, connatos por más de la mitad de su longitud, sus ápices irregulares con flecos; 3 pétalos, unidos en la base formando en tubo, valvados; estambres 6, en la boca del tubo de la corola, los filamentos connados en un anillo 6-lobulado, lóbulos triangulares. Estambres alternos con los pétalos, erección parcial. Anteras anchamente elípticas, dorsifijas; carpelos básicamente distintos, muy elevados y semejantes a los cotiledones sin expandir de una nuez; estilos fusionados para la mayoría de su longitud, con sus sugerencias recurvado, estigmas aplanados.